# Schistochilopsis setosa
Schistochilopsis setosa là một loài rêu tản trong họ Jungermanniaceae. Loài này được (Mitt.) Konstantinova miêu tả khoa học lần đầu tiên năm 1994.